# Cratere Stevenson
Stevenson  è un cratere sulla superficie di Mercurio.